# 康尼·麥克四世
康尼·麥克四世（英語：Connie Mack IV；1967年8月12日—）是美国的一位政治人物。

## 生平
康尼·麥克四世在2005年至2013年擔任佛羅里達州第14選區的美國眾議院議員。他的黨籍是共和黨。他現在是一家遊說公司的成員。他的父親康尼·馬克三世也是一位美國眾議員。